# سیمز آنلاین
سیمز آنلاین (به انگلیسی: The Sims Online) یک بازی ویدئویی منتشر شده توسط شرکت الکترونیک آرتز است. این بازی در تاریخ ۱۷ دسامبر ۲۰۰۲ عرضه شده و سازنده آن ماکسیس است.